# Número Harshad
Em matemática, um número Harshad ou número Niven é um número inteiro divisível pela soma de seus dígitos em uma base de dados. Estes números foram definidos por DR Kaprekar, um matemático indiano. A palavra "Harshad" vem do sânscrito, que significa alegria. Número Niven leva o nome de Ivan Morton Niven, um matemático canadense e americano, que apresentou um estudo em 1997. Todos os números entre a zero e a base são números Harshad.
Os primeiros números Harshad com mais de dois dígitos na base 10 são ((sequência A005349 na OEIS)):
126, 132, 133, 135, 140, 144 , 150, 152, 153 , 156, 162, 171, 180, 190, 192, 195, 198, 200 , 201 e 204.

## Fonte
- Este artigo foi inicialmente traduzido, total ou parcialmente, do artigo da Wikipédia em castelhano cujo título é «Número Harshad».